# Хокон II
Хокон II, наречен Хердебрай – Широкоплещестия (на норвежки: Håkon II (Sigurdsson) Herdebrei) е крал на Норвегия от 1157 до смъртта си през 1162 г. Незаконороден син на Сигюр II Мюн от наложницата му Тура, той бил избран за наследник на чичо си Йойстайн II Харалсон след неговото убийство. Поддръжниците на Сигюр Мюн и Йойстайн Харалдсон се обединили около Хокон Хердебрай в гражданската война срещу Инге I Крукрюг и го сразили в битка на 3 февруари 1161 близо до Осло. Въпреки че самият Инге Крукрюг бил убит в тази битка и Хердебрай останал фактически единствен владетел на страната, бившите съюзници на Крукрюг не го признали за крал и през пролетта на 1162 г. Хердебрай бил принуден да събере флота си и да го поведе срещу тях, но паднал в битка при Мьоре о Румсдал.